# موزه تاریخ ریگا و ناوبری
موزه تاریخ ریگا و ناوبری (لتونیایی: Rīgas vēstures un kuģniecības muzejs) در مجموعه کلیسای جامع ریگا در قلب وتسریگا، لتونی قرار دارد. این موزه در سال ۱۷۷۳ به‌عنوان یک مجموعه خصوصی توسط نیکلاوس فون هیمسل، پزشکی از ریگا، تأسیس شد. این موزه قدیمی‌ترین موزه در کشورهای بالتیک است. این موزه که یکی از قدیمی‌ترین موزه‌های اروپا به‌شمار می‌رود، طی قرن‌ها به بزرگ‌ترین مجموعه شواهد مادی مربوط به تاریخ ریگا تبدیل شده است.

## ساختمان
در جریان بازسازی کلیسای جامع ریگا در دهه ۱۸۹۰، بخشی از صومعه سابق برای استفاده به‌عنوان موزه کلیسای جامع ریگا تغییر کاربری یافت. این بنا نخستین ساختمانی در تاریخ ریگا است که به‌طور ویژه برای موزه ساخته شده است و کتیبه‌ای در نمای موزه گواهی بر این موضوع است.
درون ساختمان، تالار ستون‌دار که در سال ۱۷۷۸ به سبک کلاسیسیسم ساخته شد، قرار دارد. این تالار تا سال ۱۸۹۱ به‌عنوان کتابخانه استفاده می‌شد و امروزه برای برگزاری کنفرانس‌ها و نمایشگاه هنری مربوط به سده‌های ۱۸ و ۱۹ به‌کار می‌رود.
تالار ستون‌دار مشرف به طاق تاژدار بالکنی از سده ۱۳ میلادی و حیاط کلیسای جامع ریگا است که از آثار شاخص معماری رمانسک و معماری گوتیک در کشورهای بالتیک به‌شمار می‌رود. خود مجموعه کلیسای جامع ریگا از نظر زیبایی‌شناسی جلوه‌ای از اطلاعات مربوط به دوره‌های مختلف ساخت‌وساز ریگا را ارائه می‌دهد.

## نمایشگاه‌ها
نمایشگاه‌های موزه، سیر تکامل ریگا را از دهکده‌های باستانی تا بندر کهن در سده‌های ۱۲ و ۱۳، و سپس دوران اتحادیه هانزا در سده‌های ۱۳ تا ۱۶، و دوران دوک‌نشین لیوونی و سلطه سوئدی‌ها در سده‌های ۱۶ و ۱۷ به تصویر می‌کشد. این موزه نمایشگاهی منحصربه‌فرد دربارهٔ زندگی شهروندان ریگا در نخستین دوره استقلال لتونی از ۱۹۱۸ تا ۱۹۴۰ ارائه می‌دهد و همچنین امکان بررسی تاریخ ناوبری لتونی از دوران باستان تا امروز را فراهم می‌کند.
مجموعه‌های موزه شامل حکاکی‌های قدیمی با نمایی از ریگا، نقشه‌ها، پلان‌ها، اشیای نقره‌ای، پرسلان، مدل کشتی، ابزار ناوبری، مجموعه‌ای غنی از اشیای مصرفی روزمره، پوشاک، اقلام تزئینی و بسیاری موارد دیگر است که در مجموع نیم میلیون اثر را در بر می‌گیرد.
علاوه بر نمایشگاه‌های ناوبری، نمایشگاه‌های دائمی و موقت موزه و همچنین مجموعه‌های آن، اطلاعاتی دربارهٔ تاریخ ریگا از نخستین دوران تا به امروز ارائه می‌دهند.